# 쓰바키이치촌
쓰바키이치촌(椿市村)은 후쿠오카현 미야코군에 있던 촌이다. 현재의 유쿠하시시의 일부에 해당한다.